# 粟野吉州
粟野 吉州（あわの よしくに、1942年11月10日 - ）は、日本の元バスケットボール選手。1963年世界選手権日本代表。静岡県出身。𠮷州とも書く。

## 略歴・人物
1961年、静岡県立静岡高等学校卒業。高校時代、1958年、インターハイは、主将木内貴史（旧姓増田）らを擁して臨み決勝まで勝ち上がったが、京都の山城を相手に接戦の末敗れ、優勝を逃した。翌、1959年も準優勝にとどまった。1960年、1年から全国を経験してきた粟野吉洲が主将を務めた。全国大会の二回戦、倉敷工と対戦した粟野は、チャージングを誘ったプレーで、相手と激しく接触、あおむけに倒れ頭を強打。試合には勝ったものの、直後の準々決勝、中大杉並戦は途中欠場。主軸を欠いたチームは善戦及ばず敗れた。国体では準優勝。静岡高校は、粟野の卒業後の1962年、秋田国体で優勝を果たした。
1961年、東京教育大に入学。同期の安達宣郎とともに1年から主力となり、3年で東京五輪の強化選手。代表にこそ選ばれなかったが、全日本の一員として、ブラジルで開かれた1963年世界選手権に出場し、5試合出場15得点を記録した。
1965年、日本鋼管入社。1965年夏季ユニバーシアード、1967年夏季ユニバーシアードと国際舞台で活躍。1970年にタイ・バンコクで開かれた1970年アジア競技大会では主将としてチームを率い、3位となり銅メダルを獲得した。
日本鋼管では、1970年、1971年の全日本選手権（天皇杯）で優勝。八年間の現役生活で3回の天皇杯に貢献した。1973年、現役を引退。その後はコーチを務め、コーチ時代には、国交が回復したばかりの中国にも遠征。1974年、1975年に日本鋼管監督としてチームを指揮した。

## 経歴
選手歴
- 静岡高校 - 東京教育大 - 日本鋼管

## 日本代表歴
- 1963年世界選手権